# Villefranche-de-Lauragais
Villefranche-de-Lauragais – miejscowość i gmina we Francji, w regionie Oksytania, w departamencie Górna Garonna.
Według danych na rok 1990 gminę zamieszkiwało 3316 osób, a gęstość zaludnienia wynosiła 320 osób/km² (wśród 3020 gmin regionu Midi-Pireneje Villefranche-de-Lauragais plasuje się na 100. miejscu pod względem liczby ludności, natomiast pod względem powierzchni na miejscu 1060.).